# بخش ساندویکن
بخش ساندویکن (به سوئدی: Sandvikens kommun) یک ناحیه شهری در سوئد است که در شهرستان یولبوری واقع شده‌است.